# Steuerregister (Finanzwesen)
Unter einem Steuerregister (auch: Steuerliste) versteht man ein öffentliches Register, in dem Steuereinnahmen bzw. Steuerpflichtige eingetragen werden.

## Geschichte

### Steuerliste im Römischen Reich
Im Evangelium nach Lukas des Neuen Testaments der Bibel wird in der Weihnachtsgeschichte erwähnt, dass sich alle Bewohner des Römischen Reichs in einer Steuerliste eintragen lassen mussten, was erstmals durchgeführt wurde.

### Reichssteuerregister im Heiligen Römischen Reich
Für das Heiligen Römischen Reich wurde auf dem Reichstag zu Worms 1495 beschlossen, dass eine Kopfsteuer, die als Gemeiner Pfennig sich am Vermögen der Bürger orientiert, zu entrichten ist. Dabei waren alle Personen älter als 15 Jahre steuerpflichtig. Der Beschluss wurde v. a. wegen der Bedrohung durch das Osmanische Reich gefasst (Reichstürkenhilfe) und in der Folge wurden zum ersten Mal alle Bewohner in Listen erfasst, welche in der Gegenwart u. a. in der Familienforschung eine wichtige Quelle darstellen.

### Steuerregister im Osmanischen Reich
Bei der Erforschung der Geschichte des Osmanischen Reiches sind die Steuerregister (Defter) eine wertvolle historische Quelle für Historiker, da in ihnen die erste schriftliche Erwähnung vieler Siedlungen nachzuweisen ist und sich auf Grund der Höhe der Steuereinnahmen auf die Größe und den Reichtum der Siedlung schließen lässt (siehe dazu Tımar-System).

### Steuerregister in der Schweiz
Alle im Steuerregister geführten Werte unterliegen ab dem 1. Januar 2016 grundsätzlich dem Steuergeheimnis. Die Gemeinden oder kantonalen Steuerbehörden erteilen an Dritte nur noch Auskunft über die letzten rechtskräftigen Steuerfaktoren von natürlichen oder juristischen Personen,
- wenn eine schriftliche Einwilligung der steuerpflichtigen Person vorgelegt wird
- wenn Behörden oder Organisationen, die aufgrund der Verfügung der Finanzdirektion vom 22. Dezember 2015 gemäß Artikel 153 Abs. 2 Bst c StG ein überwiegendes öffentliches Interesse an der Auskunft haben, anfragen.
- wenn der Auskunftsersuchende den Nachweis eines wirtschaftlichen Interesses an den letzten rechtskräftigen Steuerfaktoren der steuerpflichtigen Person erbringt.